# La mia fedele compagna
La mia fedele compagna (Front of the Class) è un film TV del 2008 ispirato al libro di Brad Cohen e Lisa Wysocky intitolato Front of the Class: How Tourette Syndrome Made Me the Teacher I Never Had.

## Trama
Ispirato alla storia vera di Brad Cohen che, nonostante gli sia stata diagnosticata, in giovane età, la sindrome di Tourette, è riuscito, contro ogni pregiudizio, a coronare il suo sogno: diventare un insegnante.
Da bambino, Brad Cohen scopre grazie all'interessamento della madre di essere affetto dalla sindrome di Tourette. Deriso dai compagni di classe e mal tollerato da maestri e professori che lo reputano elemento di disturbo durante lo svolgimento delle lezioni, Brad comincia ad odiare il mondo della scuola fino all'incontro con un preside capace di fargli cambiare idea e approccio, tanto da far nascere in lui il desiderio di divenire un insegnante. Una volta adulto, non sarà però facile scontrarsi con l'ottusità di coloro che lo rifiuteranno in ben ventiquattro differenti scuole, negandogli la possibilità di dimostrare le sue capacità di insegnamento.
Arrivò il momento in cui una scuola elementare lo accettò e divenne da subito il maestro preferito dei suoi alunni. Nel frattempo si frequenta con una ragazza con cui poi si metterà insieme. Il rapporto con gli alunni è stato così saldo e le verifiche ispettive così positive che Brad è stato infine nominato miglior insegnante di prima classe dello stato della Georgia, negli Stati Uniti, e convola a nozze con Nancy. Anche il rapporto con il padre, che è sempre stato difficile, alla fine si salda.

## Edizioni home video
Il film fu pubblicato in DVD nel gennaio del 2009.